# Copris nubilosus
Copris nubilosus är en skalbaggsart som beskrevs av Kohlmann, María J. Cano och Juan A. Delgado 2003. Copris nubilosus ingår i släktet Copris och familjen bladhorningar. Inga underarter finns listade i Catalogue of Life.